# Condado de Oxford y Asquith
Conde de Oxford y Asquith es un título en la Nobleza del Reino Unido. Fue creado en 1925 para el Liberal político H. H. Asquith. Fue Ministro del Interior de 1892 a 1895, Canciller de la Hacienda de 1905 a 1908, Líder del Partido Liberal de 1908 a 1926 y Primer Ministro del Reino Unido de 1908 a 1916. Asquith fue nombrado vizconde de Asquith , de Morley en el West Riding del Condado de York, al mismo tiempo, también en la Nobleza del Reino Unido. Este título se utiliza como título de cortesía por el heredero aparente del condado.
Originalmente, Asquith quería ser creado simplemente como Earl of Oxford. Sin embargo, esto ofendió mucho a los colaterales de la familia de Vere, cuyos miembros habían sido condes de Oxford, durante siglos y de la familia Harley, cuyos miembros habían sido condes de Oxford y condes Mortimer. Ante la oposición de ellos, se tuvo que seleccionar otro título: el título formal 'Earl of Oxford and Asquith' finalmente se decidió como un compromiso, con la abreviatura de 'Earl of Oxford' en las conversaciones y cartas cotidianas, que aún irritó a las otras familias.
El I conde fue sucedido en 1928 por su nieto, su hijo mayor Raymond Asquith fue asesinado en la Primera Guerra Mundial. El II Conde fue diplomático y administrador y se desempeñó como Gobernador de las Seychelles de 1962 a 1967. Murió en 2011 y fue sucedido por su hijo, el III Conde y actual poseedor del título. El actual Lord Oxford y Asquith es un diplomático jubilado.
Varios otros miembros de la familia Asquith también han ganado distinción. Raymond Asquith, hijo mayor del I conde y padre del II, era abogado e intelectual. Herbert Asquith, segundo hijo del I conde, fue poeta, novelista y abogado. Arthur Melland Asquith, tercer hijo del I conde, fue general de brigada en el ejército. Cyril Asquith, cuarto hijo del I Conde, era un Lord of Appeal in Ordinary y fue creado como peer vitalicio como Baron Asquith of Bishopstone en 1951. Violet Asquith, más conocida por su nombre de casada de Violet Bonham Carter, fue una política liberal y fue nombrada peer vitalicia como baronesa Asquith de Yarnbury en 1964. Su hijo mayor Mark Bonham Carter fue un editor y político y fue creado como peer vitalicio como Barón Bonham-Carter en 1986. Su hija es la peer vitalicia Jane Bonham Carter, baronesa Bonham-Carter de Yarnbury.
Raymond Bonham Carter, segundo hijo de la baronesa Asquith de Yarnbury, era banquero y padre de la destacada actriz Helena Bonham Carter y de Edward Bonham Carter. Elizabeth Asquith (más conocida por su nombre de casada de Elizabeth Bibesco), la única hija del segundo matrimonio del I conde, fue una autora moderadamente célebre que, por un corto tiempo, salió con el grande español José Antonio Primo de Rivera (fundador de FET y de las JONS) antes de casarse con el abogado, diplomático y escritor rumano Príncipe Antoine Bibesco en 1919. Anthony Asquith, hijo único del segundo matrimonio del I conde, se convirtió en un exitoso director de cine. Dominic Asquith, segundo hijo del II conde, es un destacado diplomático y se desempeñó como embajador británico en Irak de 2006 a 2007. Margot Asquith (née Tennant), segunda esposa del I conde, una socialité, autora e ingeniosa, se convirtió en la condesa de Oxford y Asquith cuando su esposo se convirtió en el I conde.
El asiento de la familia es Mells Manor, cerca de Mells, Somerset.

## Condes de Oxford y Asquith (1925)
- Herbert Henry Asquith, I conde de Oxford y Asquith (1852-1928)
  - Raymond Asquith (1878–1916)
- Julian Edward George Asquith, II conde de Oxford y Asquith (1916–2011)[2]
- Raymond Benedict Bartholomew Michael Asquith, III conde de Oxford y Asquith (n. 1952)[2]

El heredero aparente es el único hijo del actual titular, Mark Julian Asquith, vizconde de Asquith (n. 1979), que está casado con Helen, hija de Christopher Prentice.
El heredero aparente del heredero es su hijo, George Hannibal Asquith (n. 2011).[cita requerida]